# Łaski
Łaski là một huyện thuộc tỉnh Łódzkie của Ba Lan. Huyện có diện tích 618 km². Đến ngày 1 tháng 1 năm 2011, dân số của huyện là 50874 người và mật độ 82 người/km².
Huyện này giáp huyện Poddębice ở phía bắc, giáp huyện Pabianice ở phía đông, giáp huyện Belchatow ở phía đông, giáp huyện Wielun ở phía tây, các huyện Sieradz và huyện Zduńska Wola.